# Campeonato Rondoniense de Futebol de 2021 - Série B
O Campeonato Rondoniense de Futebol de 2021 - Série B foi a 9ª edição da Segundona Rondoniense, que terminou com o Pimentense sendo o campeão, sendo o segundo título da equipe.

## Participantes e Regulamento
| Equipe     | Cidade        | Títulos  |
| ---------- | ------------- | -------- |
| Pimentense | Pimenta Bueno | 1 (2012) |
| Genus      | Porto Velho   | —        |

O Campeonato teria apenas um jogo, onde o vencedor conquistava o título e ambas as equipes subiriam para a primeira divisão de 2022.

## A Partida
A partida começou eletrizante, e aos 12 minutos Maurício cabeceou contra e abriu o placar para o Pimentense. Aos 15 minutos a bola rebate dentro da área e sobra para Bê, que empata o jogo para o Genus. Aos 34 minutos, Falador marcou o segundo gol do Genus, virando o jogo. Aos 44 minutos, Bruno cabeceou e empatou o jogo novamente, e 3 minutos depois, Pablo marca o terceiro gol do Pimentense. No segundo tempo não houve gols, porém houve algumas defesas do goleiro do Gênus e Bruno, do Pimentense, acertou o travessão em uma cobrança de falta.
| 15 de novembro | Pimentense               | 3-2 | Genus        | Aluízio Ferreira, Porto Velho      |
| 15:30          | Maurício · Bruno · Pablo |     | Bê · Falador | Árbitro: Angleison Marcos Monteiro |